# Abwehrflammenwerfer 42

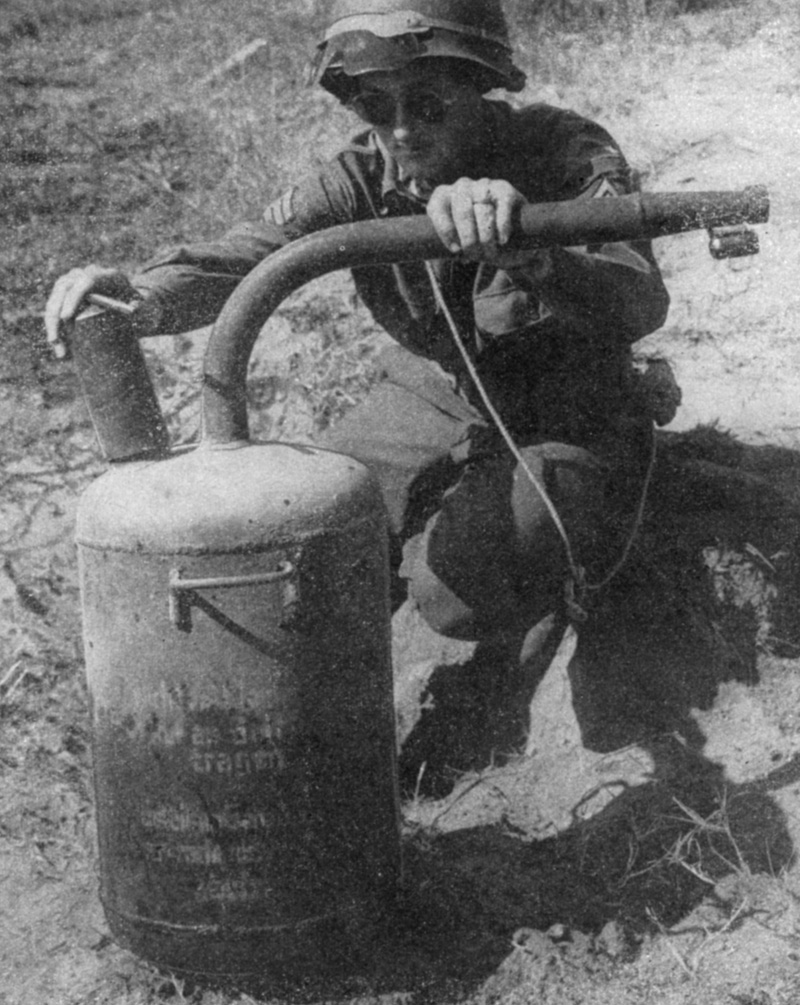
Um soldado americano segurando um lança-chamas estático alemão, provavelmente um Abwehrflammenwerfer 42.

O Abwehrflammenwerfer 42 foi um lança-chamas, fougasse de chamas ou mina de chamas defensiva estática alemã usada durante a Segunda Guerra Mundial. O projeto foi copiado das minas russas FOG-1 encontradas em 1941 durante a Operação Barbarossa. Geralmente eram enterrados em intervalos de 11 a 27 metros, cobrindo bloqueios de estradas, praias de desembarque, muros de portos e outros obstáculos. Eles normalmente eram misturados com outras minas ou colocados atrás de arame farpado e podiam ser detonados por comando ou acionados por arames ou outros dispositivos.
A mina consistia em um grande cilindro de combustível de 53 centímetros de altura e 30 centímetros com capacidade de 29,5 litros contendo um líquido preto viscoso; uma mistura de óleos leves, médios e pesados. Um segundo cilindro menor, com 67 milímetros de diâmetro e 25 centímetros de altura, era montado no topo do cilindro de combustível; continha a pólvora propulsora, que normalmente era pólvora negra ou uma mistura de nitrocelulose e dinitrato de dietilenoglicol. Um tubo de chama era fixado centralmente no topo do cilindro de combustível, era um tubo de 50 milímetros de diâmetro que subia do centro do cilindro de combustível e se curvava para se estender horizontalmente por aproximadamente 50 centímetros. Quando a mina era enterrada, normalmente apenas o tubo da chama ficava acima do solo.
Quando a mina era acionada, uma carga de bombinha acendia o propelente, criando uma explosão de gás quente que forçava o combustível a sair do cilindro principal e a sair do tubo de chama. Uma segunda bombinha acendia o combustível quando ele saia pela extremidade do tubo. O fluxo projetado de queima de combustível tinha 4,5 metros de largura e 2,7 metros de altura, com alcance de cerca de 27 metros, e durava cerca de 1,5 segundos.